# Georgetown (Ontario)
Pour les articles homonymes, voir Georgetown.
Georgetown est une grande communauté non constituée en société de la ville de Halton Hills, en Ontario, au Canada, dans la municipalité régionale d'Halton.
La ville comprend plusieurs petits villages ou établissements tels que Norval (en), Limehouse (en), Stewarttown et Glen Williams (en) près de Georgetown, ainsi qu'un autre grand centre de population, Acton. En 2016, la population de Georgetown était de 42 123 habitants.
Georgetown est située sur les rives de la rivière Credit (en), à environ 40 km à l'ouest de Toronto, et fait partie du Grand Toronto. Georgetown a été nommée d'après l'entrepreneur George Kennedy, qui s'est installé dans la région en 1821 et a construit plusieurs moulins et autres entreprises.